# Lomento

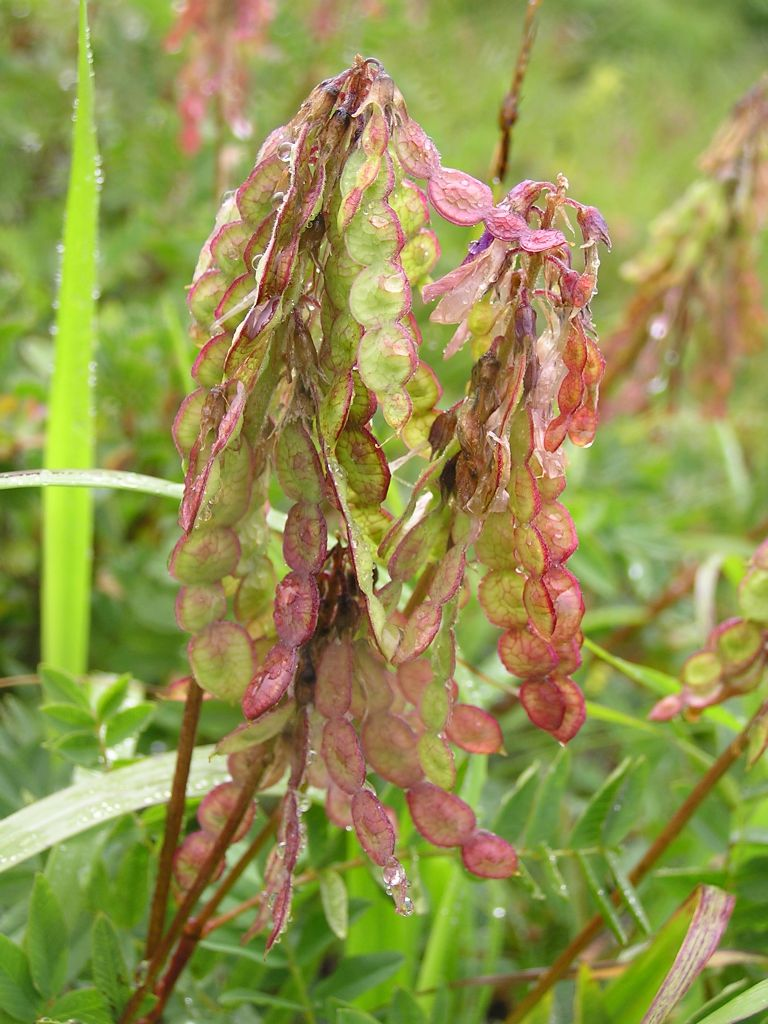
Lomentos de Hedysarum hedysaroides

Un lomento (o lomentum)  es un tipo de fruto indehiscente de leguminosa que se rompe en las constricciones que se producen entre los segmentos, de modo que cada segmento contiene una semilla. Se trata de un tipo de esquizocarpo.
El lomento es otro tipo particular de legumbre indehiscente tabicada transversalmente de manera que en la madurez se desprenden artejos uniseminados, como por ejemplo Adesmia muricata. El «lomento drupáceo» es otra legumbre indehiscente, septada y articulada en el endocarpo, que forma artejos indehiscentes, coriáceos u óseos, mientras que el mesocarpo pulposo y el epicarpo coriáceo o papiráceo son continuos. Este tipo de lomento es característico del algarrobo (Prosopis flexuosa) y del caldén (Prosopis caldenia).
Desmodium y Hedysarum son dos géneros que presentan este tipo de fruta, que se encuentra sobre todo en la tribu Hedysareae  de la familia Fabaceae.